# Campeonato Mundial de Xadrez de 1927

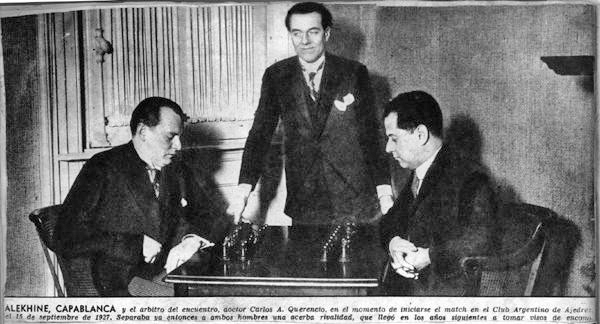
Alekhine, a esquerda, e Capablanca.

O Campeonato Mundial de Xadrez de 1927 foi a 12ª edição da competição sendo disputada pelo atual campeão José Raúl Capablanca e o desafiante Alexander Alekhine. A disputa foi realizada entre 16 de setembro e 29 de novembro de 1927 em Buenos Aires, Argentina, sendo que o primeiro a alcançar seis vitórias seria considerado o vencedor. Tem sido sugerido que se o placar alcançasse cinco vitórias para cada um, Capablanca manteria o título mas não está claro que fosse o caso.
|                      | 1 | 2 | 3 | 4 | 5 | 6 | 7 | 8 | 9 | 10 | 11 | 12 | 13 | 14 | 15 | 16 | 17 | 18 | 19 | 20 | 21 | 22 | 23 | 24 | 25 | 26 | 27 | 28 | 29 | 30 | 31 | 32 | 33 | 34 | Vitórias |
| -------------------- | - | - | - | - | - | - | - | - | - | -- | -- | -- | -- | -- | -- | -- | -- | -- | -- | -- | -- | -- | -- | -- | -- | -- | -- | -- | -- | -- | -- | -- | -- | -- | -------- |
| José Raúl Capablanca | 0 | = | 1 | = | = | = | 1 | = | = | =  | 0  | 0  | =  | =  | =  | =  | =  | =  | =  | =  | 0  | =  | =  | =  | =  | =  | 1  | =  | =  | =  | =  | 0  | =  | 0  | 3        |
| Alexander Alekhine   | 1 | = | 0 | = | = | = | 0 | = | = | =  | 1  | 1  | =  | =  | =  | =  | =  | =  | =  | =  | 1  | =  | =  | =  | =  | =  | 0  | =  | =  | =  | =  | 1  | =  | 1  | 6        |